# Хэппи Мил

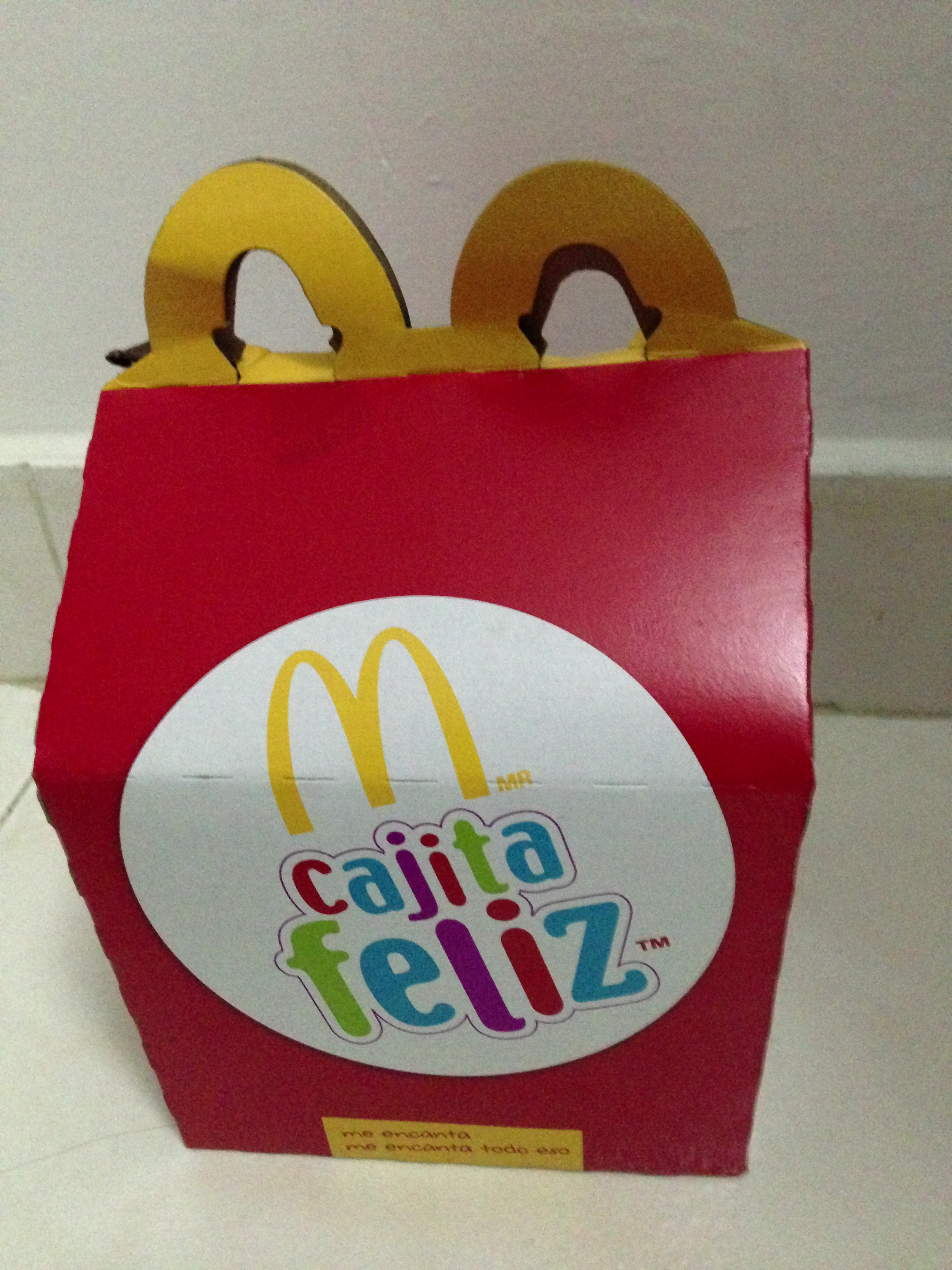
Латиноамериканская упаковка Happy Meal

Хэппи Мил (англ. Happy Meal, Весёлый обед) — комплексный заказ еды для детей, используемый в сети ресторанов быстрого питания Макдоналдс. Содержимое состоит из подарочной упаковки с едой и игрушкой.

## История
Хэппи Мил появился в Макдоналдсе с июня 1979 года. «Отцом Хэппи Мил» называют Дика Брамса, тогда отвечавшего за рекламу Макдоналдса вокруг Сент-Луиса; ему и принадлежала простая, но блестящая идея: создать продукт специально для детей. Темой оформления первого Хэппи Мил был цирк, в набор, кроме игрушки, включались гамбургер или чизбургер, картошка фри, печенье и напиток. Выбор игрушек состоял из лекала «McDoodler», бумажника «McWrist», браслета, замка-головоломки, волчка и ластика.
В 1983 году в Хэппи Мил был добавлен выбор МакНаггетс; игрушки же стали меняться почти каждую неделю. В 1987 впервые появились игрушки с диснеевской тематикой.
В коробках и пакетах с Хэппи Мил появлялись Трансформеры (ценящиеся среди коллекционеров), Хелло Китти, Лего, Телепузики, солдат Джо. Самой популярной серией оказались Бини Беби: впервые появившиеся в Макдоналдсе в 1997 году, они продержались до 2000 года, и повторно появлялись в 2004 году (по случаю 25-летней годовщины Хэппи Мил) и в 2009 году. В 1997 году вокруг игрушек возникла настоящая мания, было продано 100 миллионов копий.

## Хэппи Мил в России
Хэппи Мил в России в Макдоналдсе появился в 1997 году. Первыми игрушками детского набора оказались игрушки диснеевского полнометражного мультфильма «Горбун из Нотр-Дама». Игрушками из Хэппи Мила стали не только диснеевский полнометражный мультфильм «Горбун из Нотр-Дама», но и другие зарубежные мультфильмы «Тайная жизнь домашних животных», «Тайная жизнь домашних животных 2», «Angry Birds в кино», «Космический джем: Новое поколение», и другие мультфильмы, а также и другие компании, производящиеся игрушки, например: «Hasbro». Детский набор с игрушкой Хэппи Мил развивался до 2022 года, после чего после ухода Макдоналдс из России, Хэппи Мил вместе с Макдоналдс ушёл из России. После этого в России появился ресторан «Вкусно — и точка». Ресторан в этом году выпустил детский набор Кидз Комбо для детей.